# Leif Silbersky
Filip Leif Silbersky, född 8 mars 1938 i Malmö, död 20 december 2024 i Stockholm, var en svensk advokat och författare.

## Biografi
Silbersky avlade studentexamen i Malmö 1958 och juris kandidatexamen vid Stockholms universitet 1962. Han arbetade i sju år på Henning Sjöströms advokatbyrå innan han startade egen byrå 1969. I slutet av 1960-talet gjorde han sig känd som försvarare av dåtidens svenska porrkungar med Curth Hson i spetsen. I boken "Såra tukt och sedlighet" (1969) hävdar Silbersky att det var han som 1967 förmådde Stockholms rådhusrätt att ändra praxis och släppa igenom pornografin. Den aktuella paragrafen om sårande av tukt och sedlighet i brottsbalken slopades senare helt 1970.
Silbersky var advokat i många medialt uppmärksammade brottmål. Han hade uppdrag bland annat i samband med Trustorhärvan, diskoteksbranden i Göteborg och Sigvard Marjasin-fallet. Han företrädde Marie Fredriksson då hon stämde Expressens ansvarige utgivare Joachim Berner för ärekränkning efter att tidningen kommit ut med felaktiga uppgifter om hennes cancer. Han var Hagamannens, Anders Eklunds, Anna Sjödins, Toni Alldéns och Johan af Donners advokat. 
År 2010 försvarade han en 23-årig man som hade misshandlat en 78-årig kvinna till döds på en parkeringsplats i Landskrona. Silbersky kallade händelsen en olyckshändelse, vilket vållade mycket ilska. Enligt egen uppgift kunde han inte ta sig an narkotikamål, efter att han upptäckt att han i sådana fall "inte kunde göra en fullgod insats" då han menar att han "tog moralisk ställning på ett sätt som en advokat inte bör göra".
Silbersky betecknade sig själv som icke bokstavstroende jude. Han skrev en rad detektivromaner tillsammans med vännen Olov Svedelid. Han medverkade även som sig själv i sexualupplysningsfilmen Kärlekens XYZ (1971), i deckaren Beck – Advokaten (2006) och som advokat i TV-serien Solsidan.
Silbersky avled, 86 år gammal, i sitt hem i Stockholm den 20 december 2024 efter en kort tids sjukdom.

### Detektivromaner
- Mord bäste broder!: detektivroman, 1974 (tillsammans med Olov Svedelid)
- Anbud från döden: detektivroman, 1975 (tillsammans med Olov Svedelid)
- Döden skriver brev: detektivroman, 1976 (tillsammans med Olov Svedelid)

#### Serien om advokat Rosenbaum
- Sista vittnet 1977 (tillsammans med Olov Svedelid)
- Straffspark 1978 (tillsammans med Olov Svedelid)
- Bländverk 1979 (tillsammans med Olov Svedelid)
- Målbrott 1980 (tillsammans med Olov Svedelid)
- Dödens barn 1981 (tillsammans med Olov Svedelid)
- Dina dagar är räknade 1982 (tillsammans med Olov Svedelid)
- Ont blod 1983 (tillsammans med Olov Svedelid)
- Villfarelsen 1984 (tillsammans med Olov Svedelid)
- Villebrådet 1985 (tillsammans med Olov Svedelid)
- Bilden av ett mord 1986 (tillsammans med Olov Svedelid)
- Narrspel 1988 (tillsammans med Olov Svedelid)
- Sprängstoff 1989 (tillsammans med Olov Svedelid)
- En röst för döden 1990 (tillsammans med Olov Svedelid)
- Döden tar inga mutor 1992 (tillsammans med Olov Svedelid)
- Svart är dödens färg 1993 (tillsammans med Olov Svedelid)
- Skrivet i blod 1994 (tillsammans med Olov Svedelid)
- Den stora tystnaden 1995 (tillsammans med Olov Svedelid)
- Gå i döden 1996 (tillsammans med Olov Svedelid)
- Mördaren har inga vänner 1998 (tillsammans med Olov Svedelid)
- Den sista lögnen 2000 (tillsammans med Olov Svedelid)
- Upplösningen 2002 (tillsammans med Olov Svedelid)
- Hämnden är aldrig rättvis 2006 (tillsammans med Olov Svedelid)

### Övriga böcker (urval)
- Att skiljas på svenska, 1966 (tillsammans med Henning Sjöström)
- Älska i lagens namn: en debattbok om familjerättskommitténs förslag till äktenskapsrätt, 1967 (tillsammans med Carlösten Nordmark)
- Såra tukt och sedlighet: en debattbok om pornografin, RFSU-debatt 1, 1969 (tillsammans med Carlösten Nordmark)
- Vad säger lagen om barnet?, 1969 (tillsammans med Karin von Schenck)
- Jag – en advokat, 1974
- Det kunde gällt dig: vardagsfall från en advokatbyrå, 1975
- Hundbiten, 1975 (teckningar och omslag av Ingrid af Sandeberg)
- Porträtt av terrorister: intervjuer med terrorister i israeliska fängelser, 1977
- I skuggan av skampålen, 1980
- Att leva tillsammans med eller utan ring?, 1986 (tillsammans med Richard Schönmeyr och Sven Severin)
- Och tiden den stod stilla, 1992 (tillsammans med Olov Svedelid)